# Comtat de Shasta
El comtat de Shasta és un comtat dels Estats Units a l'estat de Califòrnia. Segons el cens del 2020, la població era de 182.155 habitants. La seva seu és Redding.

## Geografia
El comtat de Shasta es troba al nord de Califòrnia. Limita al nord amb el comtat de Siskiyou, al nord-est amb el comtat de Modoc, a l'est amb el comtat de Lassen, al sud-est amb el comtat de Plumas, al sud amb el comtat de Tehama i a l'oest amb el comtat de Trinity.

## Turisme
La comarca està formada per diversos llocs d'interès, entre ells diversos espais naturals.
- Parc Nacional Volcànic Lassen

- - Foto Lassen

- - Lower Twin Lake

- - Districte històric de la carretera del Parc Nacional Volcànic de Lassen

- - Ruta interpretativa de la zona devastada

- Bosc Nacional Shasta-Trinity

- Àrea recreativa nacional de Whiskytown-Shasta-Trinity

- Hat Creek Radio Observatory

- - Array de telescopis Allen

- Parc estatal Ahjumawi Lava Springs

- Estany de lliris

- Llac Shasta

- Roca Calent

- Districte arqueològic de Sulphur Creek

## Demografia
| 1850 | 1860 | 1870 | 1880 | 1890  | 1900  | 1910  | 1920  | 1930  | 1940  | 1950  | 1960  | 1970  | 1980   | 1990   | 2000   | 2010   | 2020   |
| ---- | ---- | ---- | ---- | ----- | ----- | ----- | ----- | ----- | ----- | ----- | ----- | ----- | ------ | ------ | ------ | ------ | ------ |
| 378  | 4360 | 4173 | 9492 | 12133 | 17318 | 18920 | 13361 | 13927 | 28800 | 36413 | 59468 | 77640 | 115715 | 147036 | 163256 | 177223 | 182155 |

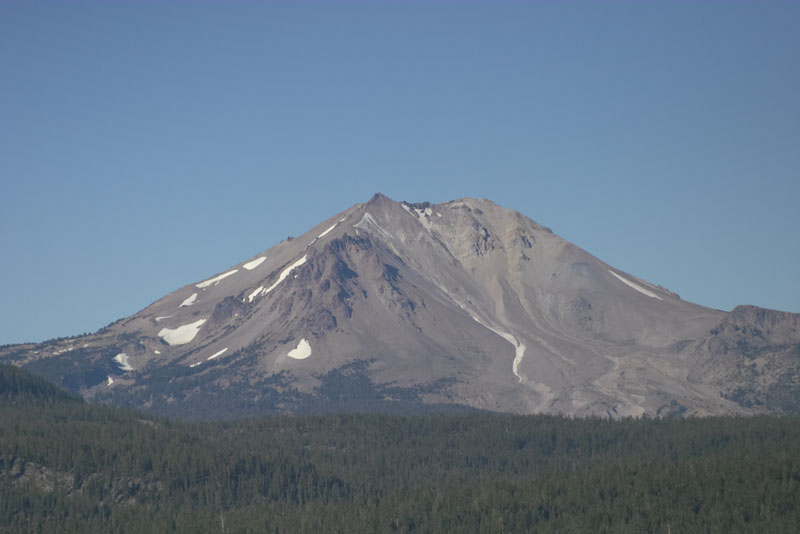
Pic de Lassen.
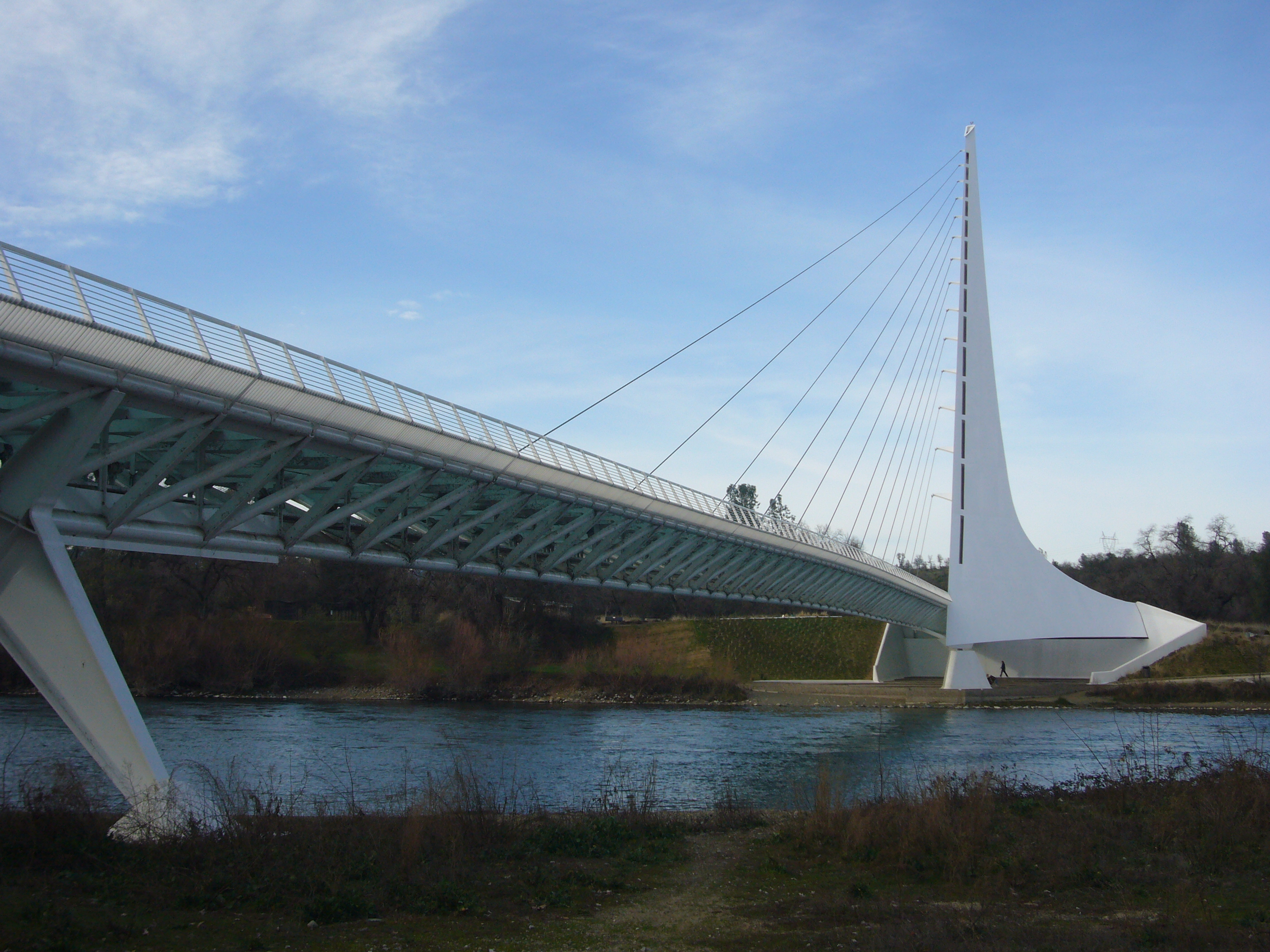
Pont del rellotge de sol.
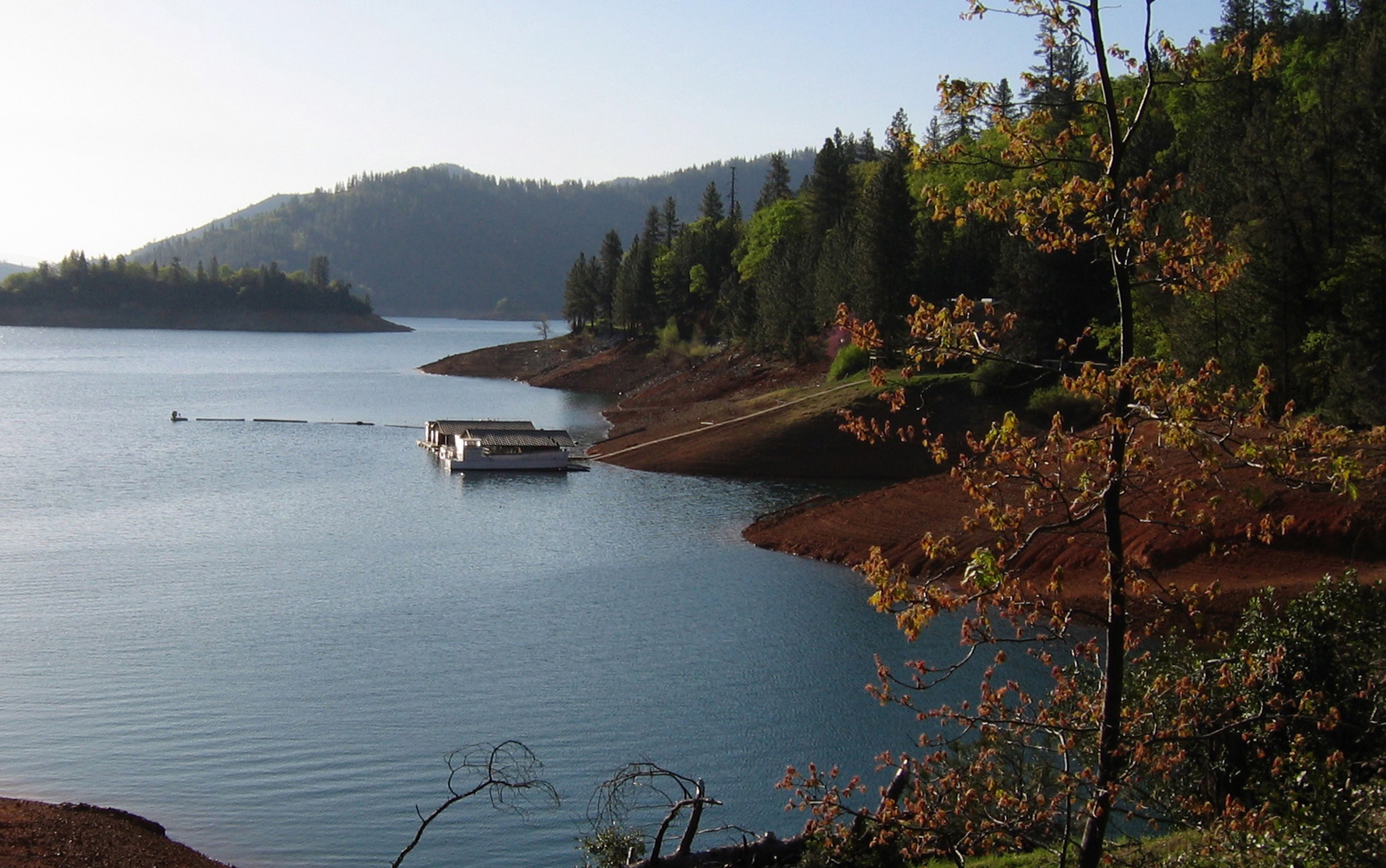
Llac Shasta.
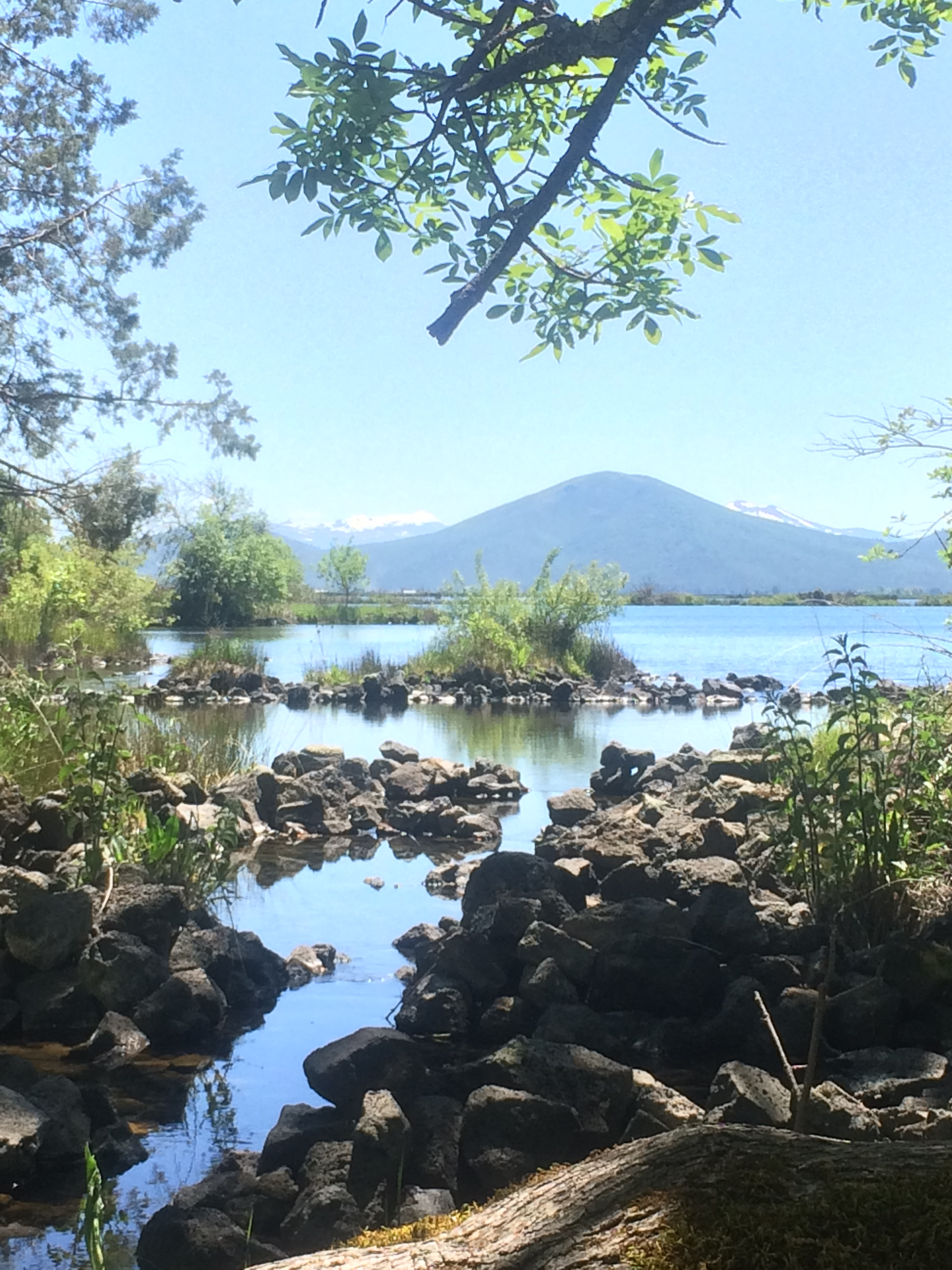
Parc estatal Ahjumawi Lava Springs.